# Ugandski šiling
Ugandski šiling, ISO 4217: UGX je službeno sredstvo plaćanja u Ugandi. Označava se simbolom USh, a dijeli se na 100 centi.

Ugandski šiling je uveden 1966. godine, kada je zamijenio istočnoafrički šiling, i to u omjeru 1:1.

U optjecaju su kovanice od 10, 50, 100, 200, 500 šilinga, i novčanice od 1000, 2000, 5000, 10.000, 20.000, 50.000 šilinga.